# Gil Merrick
Gilbert Harold «Gil» Merrick (Sparkhill, Birmingham, Inglaterra, 26 de enero de 1922 - 3 de febrero de 2010) fue un jugador y entrenador de fútbol británico que se desempeñaba en la posición de portero. Merrick es considerado uno de los mejores guardametas del Reino Unido de mediados de la década de 1950 y completó su carrera en el Birmingham City, la cual se prolongó desde 1939 hasta 1960. Asimismo, fue seleccionado en un total de veintitrés ocasiones por la selección inglesa, con la que participó en la Copa Mundial de Fútbol de 1954, la cual se llevó a cabo en Suiza. Tras su retirada profesional, Gil asumió el cargo de entrenador y dirigió al conjunto birminghamés a lo largo de cuatro años.

## Carrera

### Como jugador

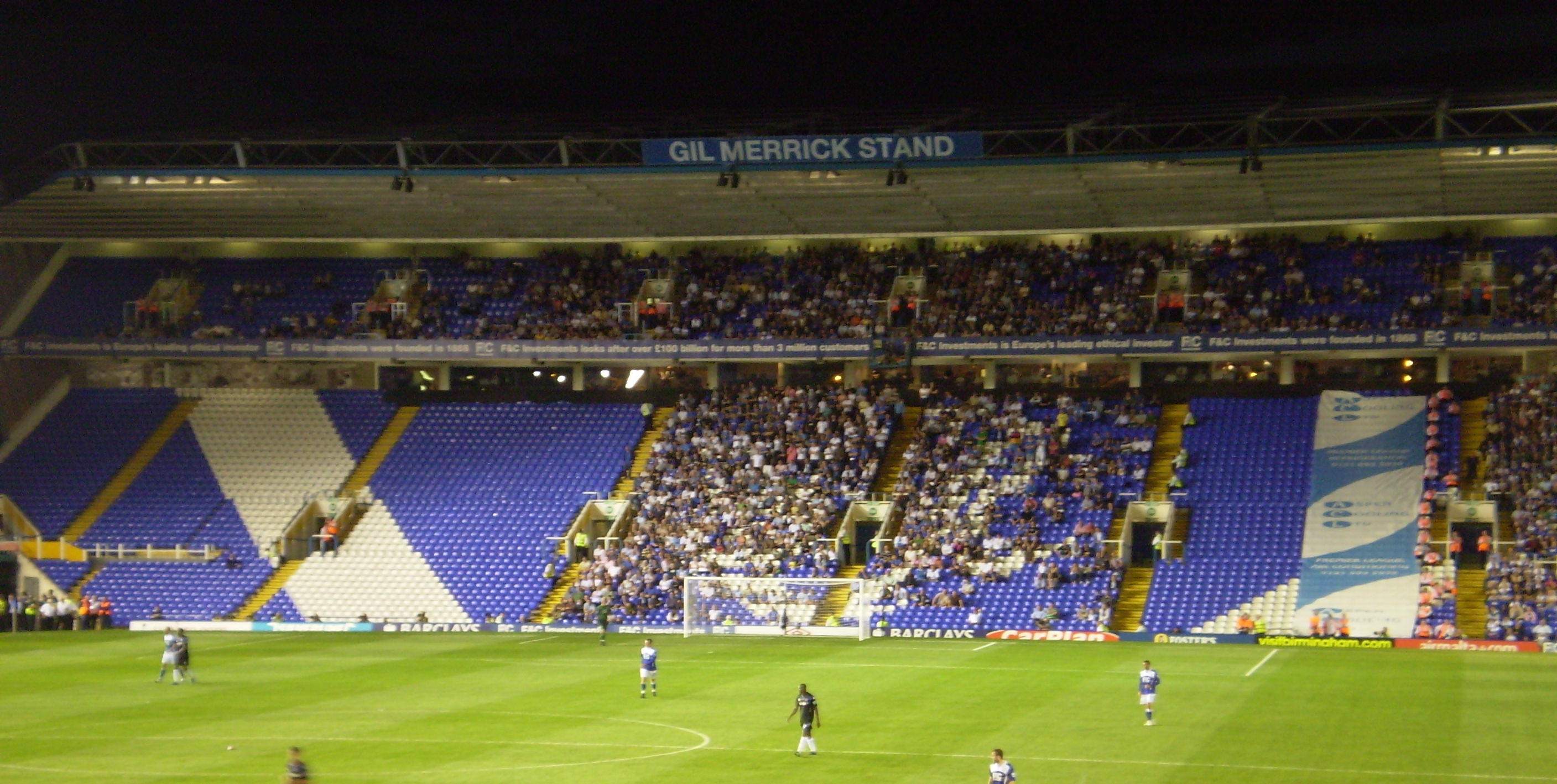
El Birmingham City renombró una de las gradas de su estadio, St Andrew's, en honor de Gil Merrick.

Merrick nació en Sparkhill, Birmingham. En agosto de 1939, Merrick firmó un contrato profesional con uno de los equipos de su localidad natal, el Birmingham City, en el que permanecería a lo largo de toda su trayectoria como futbolista. En un principio, Merrick era el tercer portero del conjunto birminghamés, por detrás de Harry Hibbs y Jack Wheeler. Por esta razón, Merrick no debutó con el primer conjunto hasta el 20 de mayo de 1940. Por aquel entonces, el Birmingham participaba en una liga regional como consecuencia de la Segunda Guerra Mundial. Tras la retirada de Hibbs, Merrick gozó de más posibilidades y, al terminar la guerra, ya había disputado un total de 170 encuentros con el Birmingham, incluyendo una semifinal de FA Cup contra el Derby County, en la que el Derby se impuso por cuatro tantos a uno tras disputar un partido de repetición.
Cuando, en 1946, se retomó la competición en la Football League, Merrick comenzó a jugar regularmente con el recién renombrado Birmingham City. Dos años más tarde, Merrick ayudó al club a hacerse con el título de la Second Division. Solo se perdió seis partidos de esa temporada. El portero disfrutó de una posición habitual en la plantilla hasta la temporada 1954-55, en la que Johnny Schofield le sustituyó como consecuencia de una lesión. A lo largo de este tiempo, Merrick consiguió disputar 126 partidos de liga consecutivos, en el período comprendido entre el 15 de abril de 1949 y el 5 de abril de 1952. Asimismo, disputó todos —nueve— los encuentros de FA Cup de su equipo, incluyendo una semifinal contra el Blackpool, en la que los «Blues» cayeron derrotados por dos tantos a uno.
Merrick recuperó nuevamente su puesto bajo palos para la campaña de 1955-56, la mejor del combinado birminghamés hasta entonces. El equipo finalizó sexto en la First Division, mientras que alcanzó la final de la FA Cup, a pesar de perder frente al Manchester City. Del mismo modo, Merrick se encargó de cubrir la portería en la siguiente temporada. Esta vez, el equipo llegó hasta las semifinales de la competición copera, antes de ser eliminado por el Manchester United.
El Birmingham, con Merrick aún como portero, participó en la Copa de Ferias 1955-58, en la que fue eliminado en semifinales por el Fútbol Club Barcelona, tras perder por 2-1 en el partido de repetición disputado en el St. Jakob Stadium de Basilea. Gil también disputó la edición de 1958-60 de este torneo, pero como suplente, ya que Schofield se había hecho con el puesto de titular.
Merrick se retiró en la temporada 1959-60, tras disputar un único partido y con el fin de entrenar a su equipo, en el que había jugado como portero a lo largo de más de veinte años.

#### Trayectoria
| Club                  | País       | Temporadas | Partidos | Goles |
| --------------------- | ---------- | ---------- | -------- | ----- |
| Birmingham City F. C. | Inglaterra | 1939-1960  | 485      | 0     |

#### Carrera internacional
Merrick fue seleccionado por la selección inglesa en un total de veintitrés ocasiones. El portero realizó su debut internacional en un encuentro correspondiente al British Home Championship de 1952 frente a Irlanda Norte, en un encuentro disputado el 14 de noviembre de 1951 en Wembley. Asimismo, fue el guardameta titular del combinado inglés que participó en la Copa Mundial de Fútbol de 1954 llevada a cabo en Suiza. Fue en este torneo en el que Gil jugó su último partido internacional, en una derrota contra la selección uruguaya, la cual supuso la eliminación de Inglaterra en cuartos de final. Merrick consiguió todas las internacionalidades cuando el Birmingham City participaba en la Second Division. A Merrick se le acusó duramente de las contundentes derrotas de la selección inglesa en dos partidos disputados contra la selección húngara. En estos dos encuentros, el «equipo de oro», conformado entre otros por Ferenc Puskás y Nándor Hidegkuti, se impuso por seis tantos a tres en Wembley y por siete a uno en el Nepstadion en 1953 y 1954, respectivamente.
A continuación, se listan los encuentros internacionales disputados por Gil Merrick con la selección inglesa:
| Núm. | Fecha                   | Lugar                               | Rival             | Resultado final | Competición                    | Referencia    |
| ---- | ----------------------- | ----------------------------------- | ----------------- | --------------- | ------------------------------ | ------------- |
| 1    | 14 de noviembre de 1951 | Villa Park, Birmingham              | Irlanda del Norte | 2–0             | British Home Championship 1952 | [ 8 ] [ 9 ]   |
| 2    | 28 de noviembre de 1951 | Wembley, Londres                    | Austria           | 2–2             | Amistoso                       | [ 10 ]        |
| 3    | 5 de abril de 1952      | Hampden Park, Glasgow               | Escocia           | 2–1             | British Home Championship 1952 | [ 11 ] [ 9 ]  |
| 4    | 18 de mayo de 1952      | Stadio Comunale, Florencia          | Italia            | 1–1             | Amistoso                       | [ 12 ]        |
| 5    | 25 de mayo de 1952      | Estadio Ernst Happel, Viena         | Austria           | 3–2             | Amistoso                       | [ 13 ]        |
| 6    | 28 de mayo de 1952      | Hardturm-Stadion, Zúrich            | Suiza             | 3–0             | Amistoso                       | [ 14 ]        |
| 7    | 4 de octubre de 1952    | Windsor Park, Belfast               | Irlanda del Norte | 2–2             | British Home Championship 1953 | [ 15 ] [ 9 ]  |
| 8    | 12 de noviembre de 1952 | Wembley, Londres                    | Gales             | 5–2             | British Home Championship 1953 | [ 16 ]        |
| 9    | 26 de noviembre de 1952 | Wembley, Londres                    | Bélgica           | 5–0             | Amistoso                       | [ 17 ]        |
| 10   | 18 de abril de 1953     | Wembley, Londres                    | Escocia           | 2–2             | British Home Championship 1953 | [ 18 ] [ 9 ]  |
| 11   | 17 de mayo de 1953      | Estadio Monumental, Buenos Aires    | Argentina         | 0–0             | Amistoso                       | [ 20 ]        |
| 12   | 24 de mayo de 1953      | Estadio Nacional, Santiago de Chile | Chile             | 2–1             | Amistoso                       | [ 21 ]        |
| 13   | 31 de mayo de 1953      | Estadio Centenario, Montevideo      | Uruguay           | 1–2             | Amistoso                       | [ 22 ]        |
| 14   | 10 de octubre de 1953   | Ninian Park, Cardiff                | Gales             | 4–1             | British Home Championship 1954 | [ 23 ] [ 9 ]  |
| 15   | 21 de octubre de 1953   | Wembley, Londres                    | FIFA XI           | 4–4             | Amistoso                       | [ 24 ]        |
| 16   | 11 de noviembre de 1953 | Anfield, Liverpool                  | Irlanda del Norte | 3–1             | British Home Championship 1954 | [ 25 ] [ 9 ]  |
| 17   | 25 de noviembre de 1953 | Wembley, Londres                    | Hungría           | 3–6             | Amistoso                       | [ 6 ]         |
| 18   | 3 de abril de 1954      | Hampden Park, Glasgow               | Escocia           | 4–2             | British Home Championship 1954 | [ 26 ] [ 9 ]  |
| 19   | 16 de mayo de 1954      | Stadion Partizana, Belgrado         | Yugoslavia        | 0–1             | Amistoso                       | [ 27 ]        |
| 20   | 23 de mayo de 1954      | Nepstadion, Budapest                | Hungría           | 1–7             | Amistoso                       | [ 7 ]         |
| 21   | 17 de junio de 1954     | Stadion St. Jakob, Basilea          | Bélgica           | 4–4             | Copa Mundial de Fútbol de 1954 | [ 28 ] [ 29 ] |
| 22   | 20 de junio de 1954     | Wankdorfstadion, Berna              | Suiza             | 2–0             | Copa Mundial de Fútbol de 1954 | [ 30 ] [ 29 ] |
| 23   | 26 de junio de 1954     | Stadion St. Jakob, Basilea          | Uruguay           | 2–4             | Copa Mundial de Fútbol de 1954 | [ 31 ] [ 29 ] |

En la columna del resultado final, se indican en primer lugar los goles de la selección inglesa, independientemente del lugar en el que se disputase el partido.

### Como entrenador
Tras su retirada como jugador profesional, Merrick sustituyó a Pat Beasley en el cargo de entrenador del Birmingham City en mayo de 1960. El primer encuentro que el conjunto birminghamés disputó con Merrick en el banquillo fue contra los Bolton Wanderers finalizó en empate a dos goles, mientras que el primer partido como local fue contra el Sheffield Wednesday y acabó 1-1. El Birmingham concluyó esa temporada en la decimonovena posición de la Division One. Además, los «Blues» alcanzaron la final de la Copa de Ferias, en la que fueron derrotados por la Roma. Asimismo, el Birmingham se convirtió en el primer equipo inglés en vencer en San Siro en cuarenta años al derrotar al Inter de Milán en la semifinal de la Copa de Ferias 1960-61.
A pesar de que Merrick realizó fichajes de calidad en el mercado de traspasos, tales como Jimmy Harris y Ken Leek, los «Blues» no se desenvolvieron bien en la First Division, ya que finalizaron la temporada 1961-62 en la decimoséptima posición. Asimismo, cayeron derrotados frente al Espanyol en la segunda ronda de la Copa de Ferias.
La temporada más exitosa de Merrick a cargo del equipo birminghamés fue la de 1962-63, en la que llevó al equipo a proclamarse campeón de la Copa de la Liga al vencer al Aston Villa en la final, gracias a dos tantos de Ken Leek y uno de Jimmy Bloomfield. No obstante, el equipo finalizó vigésimo en la competición liguera. Al final de la siguiente campaña, en la que el Birmingham tampoco obtuvo buenos resultados, el club pidió a Merrick que dejara el cargo de entrenador.
Merrick entrenó a otros dos clubes, ambos del fútbol non-league, el Bromsgrove Rovers y el Atherstone Town.

#### Trayectoria
| Club                    | País       | Temporadas | Partidos | Victorias | Empates | Derrotas | Porcentaje de victorias |
| ----------------------- | ---------- | ---------- | -------- | --------- | ------- | -------- | ----------------------- |
| Birmingham City F. C.   | Inglaterra | 1960-1964  | 202      | 64        | 92      | 46       | 31,7 %                  |
| Bromsgrove Rovers F. C. | Inglaterra | 1967-¿?    | —        | —         | —       | —        | —                       |
| Atherstone Town F. C.   | Inglaterra | 1970-¿?    | —        | —         | —       | —        | —                       |

## Palmarés

### Como jugador
Birmingham City F. C.
- Campeón de la Football League South: 1945-46.
- Campeón de la Football League Second Division: 1947-48 y 1954-55.
- Subcampeón de la FA Cup 1955-56.

### Como entrenador
Birmingham City F. C.
- Subcampeón de la Copa de Ferias: 1960-61
- Campeón de la Copa de la Liga: 1962-63

### Individual
- En abril de 2009, el Birmingham City anunció su intención de renombrar una de las gradas de St Andrew's en honor a Merrick. A partir de la temporada 2009-10, la «Grada del ferrocarril» —Railway Stand— es conocida como la «Grada de Gil Merrick» —Gil Merrick Stand—.[3]
- En agosto de 2009, Merrick fue seleccionado en una votación pública para representar al Birmingham City en el Birmingham Walk of Stars.[32]
- En octubre de 2009, Merrick se convirtió en el primer jugador en ser incluido en el Salón de la Fama del Birmingham City.[33]